# Jacobus de Teramo
Jacobus Palladinus de Teramo (1349–1417), también conocido Jacopo Palladini, o Jacobi de Ancharano, fue un obispo italiano, miembro de la famosa familia Palladini. Téramo, su lugar de nacimiento, formaba entonces parte del Reino de Nápoles (actualmente en la región italiana de los Abruzos).

## Biografía
Jacobus fue arcediano en Aversa en 1384; ocupó varios cargos en la curia romana antes de ser nombrado sucesivamente obispo:
- de Monopoli (1391),
- de Tarento (1400),
- de Florencia (1401)
- y obispo de Spoleto (1410) (donde, como obispo, también era gobernador pontificio del Ducado de Spoleto).

En el Concilio de Pisa de junio de 1409, durante el cónclave que eligió el antipapa Alejandro V, estuvo entre los partidarios de Gregorio XII y del antipapa Benedicto XIII. En 1417, el papa Martín V lo envió como legado a Polonia, donde murió el mismo año.

## Obras

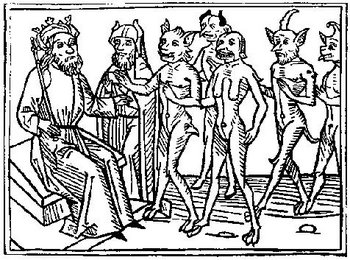
Belial y criados (1473).

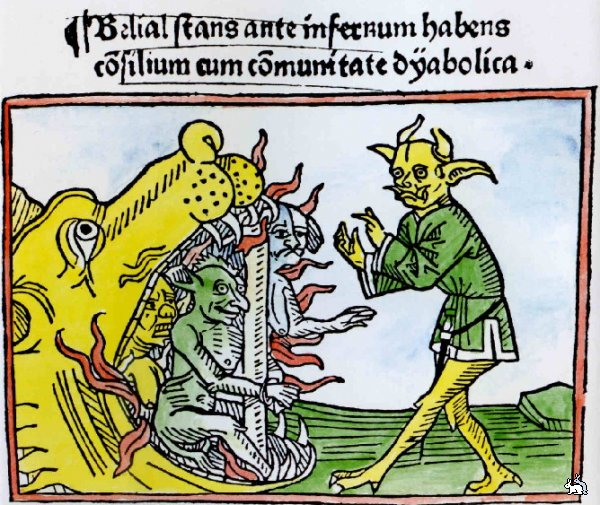
Proceso de Belial (1473).

Entre las obras que realizó Jacobus a lo largo de su vida, se encuentran:
- el comentario que escribió en 1472 sobre Libri quatuorisentiarum de Pedro Lombardo,
- un diálogo no impreso titulado De Pontificios Romani monarchia,
- y sobre todo de un libro particular (escrito hacia 1382) titulado Consolatio peccatorum, seu Processus Luciferi contra Jesum Christum.

Este "consuelo de los pecadores", con el colofón Liber Bellial, describe dos juicios entre Lucifer y Jesucristo, ante un tribunal presidido por Salomón, en el que el diablo persigue a Cristo por haber cometido una intrusión a su dominio durante su descenso al Infierno. En el primer juicio, Moisés es el abogado de Jesucristo y Belial el del diablo. En el segundo juicio, es el patriarca José quien es el juez, Aristóteles e Isaías defienden a Jesucristo, y el emperador Augusto y Jeremías defienden al diablo.
En ambos juicios la decisión es favorable a Cristo, pero en el segundo juicio se concede al diablo el derecho a tomar posesión de los cuerpos y almas de los condenados el día del juicio. Esta obra ha sido impresa varias veces y traducida a varios idiomas. Una de las primeras ediciones es en alemán y fue impresa por Albrecht Pfister en Bamberg en la década de 1460. La obra fue incluida posteriormente en Index librorum prohibitorum. De nuevo en el año 1611, se imprimió en Hannover, bajo el título Processus Luciferi contra Iesum coram Iudice Salomone.
La obra debe verse como una alegoría a los hechos históricos de la época: el descenso de Jesús a los infiernos y la liberación de los patriarcas es la metáfora del fin del Papado de Aviñón y el retorno del papado a Roma (en 1378), la reacción posterior de los demonios está representada por el antipapa (Satanás). La solución propuesta por Paladini para resolver la disputa entre Satanás y Jesús, es decir, confiar la causa a un tribunal de arbitraje imparcial, es la que se adopta para resolver el cisma de Occidente, con la convocatoria de un concilio, el primero en Pisa (1409), pero sin éxito, después en el Concilio de Constanza que obtuvo en 1415 la dimisión del papa Gregorio XII, derrocó al antipapa Benedicto XIII de Aviñón y escogió al papa Martín V en el Papado.